# Débarquement d'armes de Plestin
 (août 2025).
Si vous disposez d'ouvrages ou d'articles de référence ou si vous connaissez des sites web de qualité traitant du thème abordé ici, merci de compléter l'article en donnant les références utiles à sa vérifiabilité et en les liant à la section « Notes et références ».
Le débarquement d'armes de Plestin, ou encore débarquement de Locquirec, est une tentative de débarquement d'armes clandestin pendant la nuit du 8 au 9 août 1939 à Locquirec, dans le nord-ouest de la Bretagne, et durant lequel des nationalistes bretons tentent de récupérer un stock d'armes et de matériels fournis par les services secrets allemands. 

## Origine
En 1939, Célestin Lainé, militant nationaliste breton, fait un séjour en Allemagne où il obtient la livraison d'un cargo d'armes et d’affiches fournies par l'Abwehr, le service de renseignement de l'armée allemande. C'est l'organisation du premier débarquement d'armes clandestin des séparatistes bretons. André Geffroy, alors éleveur de moutons à Locquirec, est l'un des organisateurs de ce que l'on appellera l'Abadenn Casement de Locquirec. Geffroy continue cette activité pro-allemande, intervenue dans les préparatifs de guerre de la Wehrmacht, dans le Bretonische Regierung, gouvernement « en exil » des nationalistes bretons ayant fui la France à la déclaration de guerre en septembre 1939, ou récupérés dans les camps de prisonniers.

## Organisation
L'opération avait été montée avec minutie par le « Kuzul Meur » (Grand Conseil), un organisme qui coordonnait dans le plus grand secret l'action des principaux groupements d'activistes bretons. Deux douzaines de jeunes gens, répartis en deux groupes, avaient été mobilisées pour la circonstance. Un certain nombre de militants des brigades de jeunesse du Parti national breton, dont André Geffroy, Jacques de Quelen, Alan Le Louarn, Célestin Lainé, Ange Péresse, Jakez Bruchet, Patrick Guérin, Guy Vissault de Coëtlogon (alors étudiant) et d'autres, ont pris part avec lui à cet épisode mal connu du combat autonomiste breton, au compte de la Wehrmacht. 
Au premier groupe était affecté, sous couvert de la formation d'un camp de jeunesse sur la « Lieue de Grève », la mission de recevoir les armes. Le second était sur le thonier Gwalarn, dont le skipper est Hervé Le Helloco, dit « Bob », qui transportait des armes en provenance de Pologne et vraisemblablement chargées dans un petit port de la côte anglaise. C'est le service de renseignement, le « Service Spécial », du Kadervenn qui récupère les armes du Gwalarn en 1939.

## Déroulement
Durant la traversée qui s'était effectuée de nuit, une caisse tomba à l'eau alors qu'avait lieu le transbordement des munitions dans le dundee, au large des Sept-Îles. En dépit des fiévreuses mais vaines recherches de l'équipage, la caisse avait flotté entre deux eaux pour échouer dans la baie de Saint-Aubin à Jersey. La police britannique découvre alors un stock d'une cinquantaine de kilos d'affiches appelant les Bretons à se désolidariser d'une éventuelle guerre entreprise par la France, pour la défense des Polonais, qui proclament : « Pourquoi les Bretons se feraient-ils tuer pour la Pologne ? Aider la Pologne, c'est la mort de 500 000 bretons. La Bretagne sera envahie par une armée de réfugiés, de nègres, et d'Arabes tandis que vos frères et vos maris seront au front. » 
Ce dundee s'échoue à marée basse sur la Plage des Sables Blancs, à Locquirec dans la nuit du 8 au 9 août 1939, les armes, tracts, affiches et munitions sont récupérés, transportés par voiture et entreposés dans une villa de Perros-Guirec louée par Jacques de Quélen, un avocat secrétaire du Parti national breton pour les Côtes-du-Nord, et à l'abbaye de Boquen, dirigé par Dom Alexis Presse.

## Suites
À la suite de la découverte du dundee échoué, tous les membres de l'expédition reçurent l'ordre de s'évanouir dans la nature. De nombreux militants bretons qui redoutaient aussi d'être soupçonnés en dépit d'alibis prirent le même chemin, comme d'ailleurs Célestin Lainé. Six personnes furent appréhendées par la police (dont Alan Louarn, André Geffroy, Hervé Le Helloco, Jakez Bruchet et Guy Vissault de Coëtlogon). Leur culpabilité n'ayant pu être établie, ils demeurèrent cependant 6 mois en prison à Nantes.
Fin 1941, par la voix de Werner Best, l'occupant allemand, inquiet de voir les miliciens incontrôlables de Célestin Lainé rôder armés dans les environs de Brest, ordonne à Raymond Delaporte, chef du PNB, de rendre les armes en possession du parti. Les armes du débarquement de 1939 sont ainsi restituées à leur fournisseur.
Sébastien Carney résume ainsi l'issue de cette opération du Gwalarn : « Les tracts et les armes n'auront servi à rien. (...) Cette livraison d'armes et de tracts a été un fiasco sur toute la ligne ».